# گراهام مک‌ویلی
گراهام مک‌ویلی (انگلیسی: Graham McVilly; ۴ مهٔ ۱۹۴۸ – ۲۱ آوریل ۲۰۰۲) دوچرخه‌سوار اهل استرالیا بود. وی قهرمان مسابقات ملی دوچرخه‌سواری جاده استرالیا در سال ۱۹۷۰ شده است. 